# 真夏のサンタクロース
「真夏のサンタクロース」（まなつのサンタクロース）は渡辺美里の楽曲で、1994年5月21日にEpic/Sony Records（現・エピックレコードジャパン）より発売された27枚目のシングル。

## 概要
渡辺美里の楽曲としては、珍しくノンタイアップ作品となった。表題曲のプロデュースは前作に引き続き小林武史が担当している。
渡辺は本作のリリース前日である1994年5月20日放送のテレビ朝日系『ミュージックステーション』に出演し、この曲を披露している。
オーストラリアのロマンス小説作家ヘレン・ビアンチンの作品に同名の小説（原題は "A Christmas Marriage Ultimatum"）が存在するが、特に関連性は無い。また、日本のロックバンド、てつ100%が1988年に発表したアルバムにも同名の楽曲が存在するが、こちらとも関連性は無い。

## 収録曲
- 全作詞：渡辺美里／作曲：渡辺美里・佐橋佳幸

1. 真夏のサンタクロース（4:02）
プロデュース：小林武史
2. ムーンライト ピクニック（4:48）
プロデュース：佐橋佳幸

## 収録アルバム
- 『Baby Faith』※真夏のサンタクロース (#3)
- 『Baby Faith』※ムーンライト ピクニック (#10)
- 『She loves you』※真夏のサンタクロース (#13)
- 『M・Renaissance〜エム・ルネサンス〜』※真夏のサンタクロース (Disc.2 #13)
- 『25th Anniversary Misato Watanabe Complete Single Collection〜Song is Beautiful〜』 ※真夏のサンタクロース (Disc.2 #13)